# Vladimír Janočko
Vladimír Janočko, né le 2 décembre 1976, était un footballeur international slovaque jouant au poste de milieu de terrain.

## Palmarès

### Avec leFC Košice
- Champion de Slovaquie en 1997 et 1998

### Avec l'Austria Vienne
- Champion d'Autriche en 2003 et 2006
- Vainqueur de la Coupe d'Autriche en 2003 et 2006
- Vainqueur de la Supercoupe d'Autriche en 2003 et 2004

### Avec leRed Bull Salzbourg
- Champion d'Autriche en 2007 et 2009

## Distinctions personnelles
- Élu Meilleur footballeur de l'année du championnat d'Autriche de football en 2002
- Élu Footballeur slovaque de l'année en 2003